# Francesco Barbieri (Il Legnano)
Pour les articles homonymes, voir Francesco Barbieri et Barbieri.
 (juillet 2025).
Francesco Barbieri (dit  Il Legnano) (né en 1623 et mort à Vérone en 1698) est un peintre italien de la période baroque actif au XVIIe siècle.

## Biographie
Francesco Barbieri a étudié avec Antonio Gandini et Pietro Ricchi et a peint des paysages et des tableaux historiques.

## Sources
- (en) Cet article est partiellement ou en totalité issu de l’article de Wikipédia en anglais intitulé « Francesco Barbieri » (voir la liste des auteurs).